# Fernanda Andrade
Fernanda Andrade (São José dos Campos, 8 marzo 1984) è un'attrice e modella brasiliana.

## Biografia
Esordisce come modella in vari concorsi brasiliani e intraprende la sua carriera di modella a Los Angeles, in seguito diventa un'attrice partecipando a film americani e brasiliani. Tra i suoi ruoli di maggior successo recenti il film L'altra faccia del diavolo.

## Filmografia

### Cinema
- Natale a Rio, regia di Neri Parenti (2008)
- Why Am I Doing This?, regia di Tom Huang (2009)
- L'altra faccia del diavolo, regia di William Brent Bell (2012)
- Beneath the Harvest Sky, regia di Aaron Gaudet (2013)
- Bedbug, cortometraggio, regia di Joe Ballarini (2013)
- Goliath, cortometraggio, regia di Eric Bross (2014)
- La vita in un attimo (Life Itself), regia di Dan Fogelman (2018)
- L'arte della truffa (Lying and Stealing), regia di Matt Aselton (2019)
- Assassin, regia di Jesse Atlas (2023)
- Finestkind, regia di Brian Helgeland (2023)

### Televisione
- The Suitor – film TV (2001)
- La americanita – film tv (2003)
- Fallen - Angeli caduti – miniserie TV, 3 episodi (2006)
- Kill Quincy Wright – film TV (2006)
- CSI: NY – serie TV, 17 episodi (2008-2010)
- The Glades – serie TV, 9 episodi (2011)
- Sons of Anarchy – serie TV, 4 episodi (2011)
- Red Widow – serie TV, 4 episodi (2013)
- Franklin & Bash – serie TV, 2 episodi (2013)
- Most Wanted - episodio pilota scartato (2016)
- The First - serie TV (2018-in corso)
- Next - serie TV (2020-in corso)
- Moon Knight - miniserie TV (2022)